# John Robert Kerr
John Robert Kerr, född 24 september 1914 i Sydney, död där 24 mars 1991, var en australisk jurist och domare som var Australiens generalguvernör från den 11 juli 1974 till den 8 december 1977. Innan Kerr utnämndes till generalguvernör var han chefsdomare för högsta domstolen i New South Wales och dessförinnan som domare i högsta domstolarna i Australian Capital Territory och Northern Territory.
Kerr födes i ett arbetarklasshem men lyckades göra en lysande karriär inom juristprofessionen.
Han är mest hågkommen för att den 11 november 1975 utan förvarning ha entledigat Australiens premiärminister Gough Whitlam (som hade utnämnt honom till generalguvernör) efter att denne saknade stöd i Australiens senat för statsanslag. Innan dess var den allmänna uppfattningen i Australien att generalguvernören enbart var en ceremoniell post som enbart handlade på inrådan av premiärministern, trots att den skrivna författningen de jure gav generalguvernören all verkställande makt, liksom att premiärministern enbart behövde stöd i parlamentets undre kammare, representanthuset. Anledningen till att han entledigade Whitlam utan förvarning var att Whitlam då som motdrag kunde ha instruerat Australiens drottning Elizabeth II att dra tillbaka Kerrs förordnande som generalguvernör. Händelserna kring detta brukar benämnas som Australiens konstitutionella kris 1975.